# Ernhofen

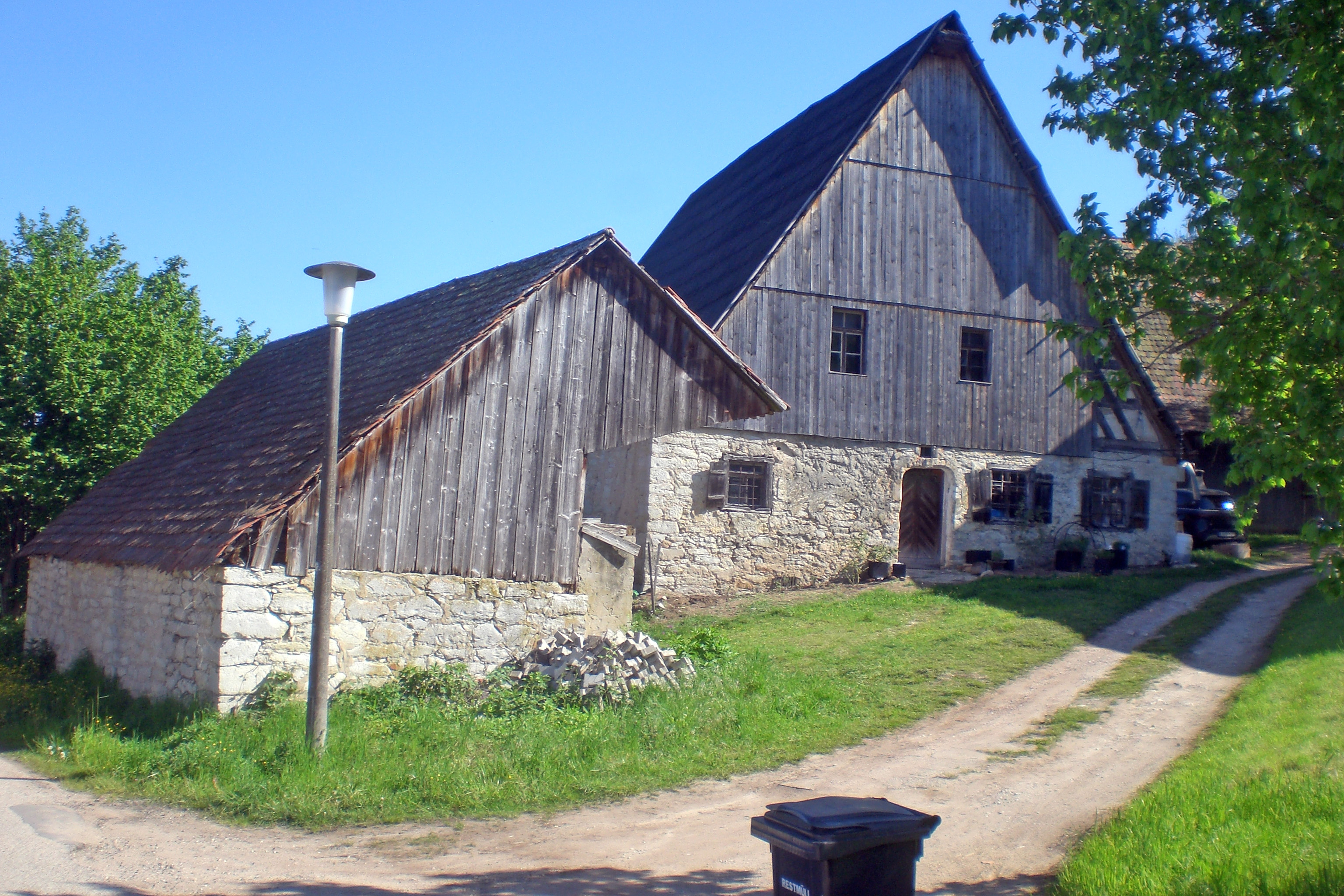
Anwesen in Ernhofen (2024)

Ernhofen ist ein Gemeindeteil der Gemeinde Leinburg im Landkreis Nürnberger Land (Mittelfranken, Bayern). Ernhofen liegt in der Gemarkung Weißenbrunn.

## Geographie
Das Dorf liegt am Albvorland der mittleren Frankenalb inmitten einer Waldlichtung. Im Westen grenzt der Staatsforst Leinburg an mit dem Naturschutzgebiet Flechten-Kiefernwälder südlich Leinburg. Eine Gemeindeverbindungsstraße führt nach Weißenbrunn zur Kreisstraße LAU 6 (1,3 km nördlich) bzw. zur Staatsstraße 2240 (0,8 km westlich).

## Geologie
In der Erdgeschichte befindet sich die Frankenalb im Jura (vor 200 bis 145 Mio. Jahren). Ernhofen selbst liegt in der mittleren Jurastufe, also im braunen Jura (Dogger α).
Schön anzusehen sind die eisenreiche Doggersandsteine (Dogger β) auf Höhe der kleinen Aushöhlungen (Ritterhöhle, Fuchsloch, entstanden durch Abbau von Stubensand bzw. Silbersand bis 1920), wenn man der Waldstraße hoch zur Flur „Geisleiten“ folgt. Im Ort treten bei Erdarbeiten immer wieder dicke graue Schichten des Opalinuston (Dogger α) zu Tage. Etwa ab Ortshöhe, hinunter zu den ehemaligen Sandgruben, ist der Jura überlagert mit dem Flugsanden der letzten Eiszeit (vor 10.000–20.000 Jahren). Die ehemalige Dünenlandschaft ist immer noch im hügeligen Föhrenwald zu erkennen.

## Geschichte
Die erste urkundliche Erwähnung Ernhofens geht auf das Jahr 1360 zurück, als Graf von Nassau den Ort (Erenhouen), sowie Weißenbrunn (Weissenpronne), Palgern, Raschbach (Raspach), Adelheim (Ottelheim) und Pühlheim (Pühelheim), an den Burggrafen Albrecht zu Nürnberg veräußerte.
Im Saalbuch (1504–1509) wurden für Erndorf folgende Bauern erwähnt: Guntz Hirssmann HsNr. 1, Hans Hirssmann HsNr. 2+7, Cuntz Behaim HsNr. 3, Merckel Behaim HsNr. 4, Fritz Krantz HsNr. 6. Im Jahr 1725 saß Paulus Link auf HsNr. 3 und Conrad Rupprecht auf HsNr. 4.
Im Jahre 1818 hatte Ernhofen 7 Häuser mit 12 Familien.
Mit dem Gemeindeedikt (frühes 19. Jahrhundert) wurde Ernhofen dem Steuerdistrikt Weißenbrunn und der Ruralgemeinde Weißenbrunn zugewiesen. Am 1. Mai 1978 wurde Ernhofen im Rahmen der Gebietsreform in Bayern nach Leinburg eingemeindet.
Geschichte der Wüstungen um Ernhofen
- Balgern (Palgern)

Von diesem Ort sind folgende Einwohner – und Gegebenheiten – überliefert:
Haintz Unverzeit, Hans Eckstein, Hans Kandler, Ull Kandler und Heberlein geben von Balgern 1 Faßnachtshenne der Herrschaft. Zu Balgern gehört schönes Fichtenholz und die Wildbahn.
Balgern war ein Dorf mit 6 Lehen NNO oberhalb von Weißenbrunn. Es wurde nach dem oben erwähnten Verkauf zerstört. Nach Auflösung der genannten Höfe wurden die Liegenschaften an die Bauern von Weißenbrunn und Ernhofen verteilt.
- Öder Stadel

Ebenso erging es zu gleicher Zeit einer weiteren Ansiedlung „Öder Stadel“ mit 2 Höfen. Dieser lag oberhalb von Ernhofen in der Flur „Breitenlohe“ (Volksmund: „Brennlau“).

## Baudenkmäler
- Haus Nr. 1: Bauernhof
- Haus Nr. 3: dazugehörige Scheune